# Chorizopella tragardhi
Chorizopella tragardhi är en spindelart som beskrevs av Lawrence 1947. Chorizopella tragardhi ingår i släktet Chorizopella och familjen klotspindlar. Inga underarter finns listade i Catalogue of Life.